# Jenin (gouvernement)
Het gouvernement Jenin (Arabisch: محافظة جنين, Janīn) is een van de zestien gouvernementen waarin de Palestijnse Autoriteit is opgedeeld. Het is gelegen in het uiterste noorden van de Westbank en omvat het gebied rond de stad Jenin.
Volgens het Palestijns Centraal Bureau voor Statistiek had het gouvernement een bevolking van 256.619 inwoners en 47.437 huishoudens anno 2007. Het is het enige gouvernement in de Westbank waar de Palestijnse Autoriteit ten opzichte van Israël  over een meerderheid van het gebied de controle heeft.

## Kernen

### Steden
- Jenin (39.004 inw.)

### Gemeenten
- Ajjah (5055 inw.)
- Arrabah (9920 inw.)
- Burqin (5685 inw.)
- Deir Abu Da'if (5572 inw.)
- Kafr Dan (5148 inw.)
- Kafr Rai (7364 inw.)
- Meithalun (6955 inw.)
- Qabatiya (19.197 inw.)
- Silat al-Harithiya (9422 inw.)
- Ya'bad (13.640 inw.)
- Al Yamun(16.383 inw.)

### Dorpen
De volgende lijst geeft de Palestijnse dorpen weer die meer dan 1000 inwoners tellen.
- Araqah (2161 inw.)
- Arranah (1996 inw.)
- Anzah
- al-Attara
- Barta'a ash-Sharqiyah (4176 inw.)
- Beit Qad
- Bir al-Basha
- Fahma (2486 inw.)
- Faqqua (3467 inw.)
- Al Hashimiya
- Jalbun (2390 inw.)
- Jalqamus (1992 inw.)

- Kafr Qud
- Kufeirit (2406 inw.)
- Mirka
- Misilyah (2388 inw.)
- al-Mughayyir (2420 inw.)
- Rummanah (3140 inw.)
- Sanur (4067 inw.)
- ash-Shuhada
- Silat adh Dhahr (5794 inw.)
- at-Tayba (2155 inw.)
- Zababdeh of Az Zababida (3665 inw.)
- Zububa

## Afkomstig uit Jenin
- Abdullah Yusuf Azzam (1941-1989), "Vader van de Islamitische Jihad".

Westelijke Jordaanoever:
Bethlehem · Hebron · Jenin · Jeruzalem · Jericho · Nablus · Tubas · Tulkarm · Qalqilya · Ramallah & Al-Bireh · Salfit

Gazastrook:
Deir el-Balah · Gaza · Khan Yunis · Noord-Gaza · Rafah